# Museu Goya - Colección Ibercaja - Museu Camón Aznar
El Museu Camón Aznar és un museu de belles arts situat en el carrer de Espoz i Mina, 23 a Saragossa. Els seus fons procedeixen del llegat realitzat per l'il·lustre professor, acadèmic, crític i col·leccionista saragossà José Camón Aznar al poble d'Aragó i del que conserva el seu nom. L'Obra Social d'Ibercaja és l'encarregada de gestionar la institució.
El museu va ser inaugurat el 1979 per la vídua de l'erudit aragonès, Donya Maria Luisa Álvarez Pinillos i està situat en el palau renaixentista dels Pardo dins del centre històric de Saragossa. Consta de diverses sales distribuïdes en tres plantes. Destaca per la seva col·lecció d'obres del pintor aragonès Francisco de Goya entre les quals són d'especial rellevància les seves sèries de gravats:
- Els Capritxos.
- Los desastres de la guerra.
- La tauromaquia.
- Els disbarats.

Altres pintors representats en el museu són Francisco i Ramón Bayeu, Fortuny, Eduardo Rosales, Emili Sala i Muñoz Degrain entre d'altres. Entre els pintors del segle xx destaquen obres de Zubiaurre, Benjamín Palencia, Juan Barjola o Alvaro Delgado.
El museu compta amb unes 956 peces artístiques comprenent dins de la categoria de les belles arts una de les col·leccions museístiques més importants de la península Ibèrica.